# Иляно
Иля̀но (на италиански: Igliano; на пиемонтски: Ijan, Иян) е село и община в Северна Италия, провинция Кунео, регион Пиемонт. Разположено е на 532 m надморска височина. Населението на общината е 85 души (към 2010 г.).